# عمر (مارول کامیکس)
عُمَر (به انگلیسی: Umar) یک شخصیت خیالی شرور بزرگ در کتاب‌های کامیک منتشر شده توسط مارول کامیکس است. این شخصیت توسط نویسنده روی توماس و طراح بیل اورت خلق شده‌است؛ که برای اولین بار در شمارهٔ ۱۵۰ از مجموعه کمیک استرنج تیلز (نوامبر ۱۹۶۶) حضور پیدا کرد. او شخصیتی فطری، مخلوقی دارای ابعاد بسیار زیاد انرژی است که در شکل یک انسان به دام افتاده است. او مادر کلیا، و خواهر دوقلوی دورمامو است. با وجود اینکه عمر یک ساحره قدرتمند با قدرت‌های جادویی گسترده محسوب می‌شود، اما در این زمینه پشت سر برادر خود قرار می‌گیرد. او اغلب به عنوان دشمن شخصیت ابرقهرمان دکتر استرنج به شمار می‌رود.